# کی فرانسیس
کی فرانسیس (انگلیسی: Kay Francis؛ ‏۱۳ ژانویهٔ ۱۹۰۵ – ۲۶ اوت ۱۹۶۸) بازیگر اهل ایالات متحده آمریکا بود. وی بین سال‌های ۱۹۲۵ تا ۱۹۴۸ میلادی فعالیت می‌کرد.
از فیلم‌هایی که وی در آن نقش داشته‌است، می‌توان به فرشته سپید و برای اثبات بی‌گناهی اشاره کرد.